# Ҷ
Che với nét gạch đuôi (Ҷ ҷ, chữ nghiêng: Ҷ ҷ) là một chữ cái trong bảng chữ cái Kirin. Hình dạng của nó bắt nguồn từ chữ cái Kirin Che (Ч ч Ч ч). Trong hệ thống Latinh hóa ISO 9, Che với nét gạch đuôi được phiên âm thành chữ cái Latinh C với móc đuôi (Ç ç).
Che với nét gạch đuôi được sử dụng trong bảng chữ cái của các ngôn ngữ sau:
| Ngôn ngữ      | Phát âm | Latinh hóa                 |
| ------------- | ------- | -------------------------- |
| Tiếng Abkhaz  | /t͡ʃʼ/   | č̢                          |
| Tiếng Shughni | /d͡ʒ/    | j (chữ Latinh tương đương) |
| Tiếng Tajik   | /d͡ʒ/    | ç, j                       |
| Tiếng Wakhi   | /d͡ʒ/    | ǰ (chữ Latinh tương đương) |

Che với nét gạch đuôi trong các bảng chữ cái Kirin khác tương ứng với các chữ ghép ⟨дж⟩ hay ⟨чж⟩, hay với các chữ cái Kirin Dzhe (Џ џ), Che với nét dọc (Ҹ ҹ), Khakassia Che (Ӌ ӌ), Zhe với dấu trăng (Ӂ ӂ), Zhe với dấu hai chấm (Ӝ ӝ), hay Zhje (Җ җ).
Trong phương ngữ Surgut của tiếng Khanty và tiếng Tofa, che với nét gạch đuôi đôi khi được sử dụng thay cho che với móc, là chữ cái chưa được mã hóa trong Unicode.

## Mã máy tính
| Kí tự               | Ҷ                                          | Ҷ                                          | ҷ                                        | ҷ                                        |
| ------------------- | ------------------------------------------ | ------------------------------------------ | ---------------------------------------- | ---------------------------------------- |
| Tên Unicode         | CYRILLIC CAPITAL LETTER CHE WITH DESCENDER | CYRILLIC CAPITAL LETTER CHE WITH DESCENDER | CYRILLIC SMALL LETTER CHE WITH DESCENDER | CYRILLIC SMALL LETTER CHE WITH DESCENDER |
| Mã hóa ký tự        | decimal                                    | hex                                        | decimal                                  | hex                                      |
| Unicode             | 1206                                       | U+04B6                                     | 1207                                     | U+04B7                                   |
| UTF-8               | 210 182                                    | D2 B6                                      | 210 183                                  | D2 B7                                    |
| Tham chiếu ký tự số | &#1206;                                    | &#x4B6;                                    | &#1207;                                  | &#x4B7;                                  |